# 桂鞠輔
桂 鞠輔（かつら まりすけ、1986年1月25日 - ）は、大阪府大阪市出身の落語家。本名∶藤田 ゆかり。出囃子は『京鹿子娘道成寺鞠唄』。

## 経歴
大阪府大阪市出身 。2010年4月、桂米輔に入門。
2010年10月、天満天神繁昌亭『入門講座講師の会』にて、初舞台。